# Словаки
Слова́ки (словац. Slováci) — західнослов'янський народ, який становить основне населення Словаччини, меншість у США, Чехії, Сербії (Воєводині), Угорщині та деяких інших країнах.

## Мова
Словацька мова, поряд з близькою їй чеською, належить до чесько-словацької мовної групи західнослов'янських мов. Офіційна мова Словаччини. Загальне число мовців близько 5,2 млн осіб (2013), з них в Словаччині — 4,34 млн осіб (2012). Засновником літературної словацької мови на основі середньо-словацького діалекту є просвітитель, депутат Угорського парламенту Людовит Штур. Писемність на базі латинської графіки.

## Назва
Щодо походження етноніму «словаки» існує кілька теорій. Так історик Річард Марсіна та ін. вважають, що «з огляду на те, що словаки є одним з двох слов'янських народів (другий — словенці), які не створили власного етноніма, назва „Slavus“, що з'являється в латинських документах, починаючи з 13 століття, коли йдеться про територію Словаччини і корінний народ, що проживає в Словаччині, є притаманною саме словакам. Первісним етнонімом цієї спільноти був словен (Sloven), який найпізніше в 15 столітті трансформувався під іноземним впливом у словацький, але представниці цієї спільноти називалися і досі називаються словенками (Slovenka), мова завжди називала цю спільноту словацькою, а територію, яку вона населяє, словацькою».
В угорській мові «словацький» — це Tót (pl: tótok), екзонім. Спочатку він використовувався для позначення всіх слов'ян, включно зі словенцями й хорватами, але з часом став позначати насамперед словаків. Багато топонімів в Угорщині, таких як Тотцентдьордь, Тотцентмартон і Тоткомлош, досі мають цю назву. Тот — поширене угорське прізвище[джерело?].
Словаків також історично називали по-різному: Slovyenyn, Slowyenyny, Sclavus, Sclavi, Slavus, Slavi, Winde, Wende або Wenden. Останні три терміни є варіаціями германського терміна Wends, який історично використовувався для позначення будь-яких слов'ян, що жили поблизу німецьких поселень[джерело?].

## Історичні державні формування
Серед найважливіших утворень, частиною яких були словаки або їхні слов'янські предки, — Держава Само, князівство Нітра, Велика Моравія, Польща, Угорське королівство (яке пізніше належало до Габсбурзької монархії або Австро-Угорської імперії), Чехословаччина, Словацька держава (1939—1945) і, з 1993 року, незалежна Словацька Республіка.

## Території проживання
Кількість словаків на світі:
- бл. 6,0 млн, у тому числі: у Словаччині — 4,35 млн. Україна бл. 7 тис.
- (1992) — бл. 5,6 млн, у тому числі: у Словаччині — 4,5 млн, Україна бл. 14 тис.
- (1970) — бл. 5 млн, Словаччина — 3,9 млн, США — бл. 450 тис., Чехія — бл. 200 тис., Угорщина — бл. 100 тис., Югославія — бл. 90 тис., Канада — 40 тис., Румунія — 25 тис., Польща — 20 тис.

### Словаки в Україні
В Україні (за переписом 1970 р.) жили 10 200 словаків, у тому ч. 9 600 — у Закарпатській області (6 900 у містах, 2 700 у селах), в Ужгородському, Перечинському, Великоберезнянському й Свалявському районах, здебільша в місті Ужгороді близько двох тисяч. Лише половина з них користується словацькою мовою, решта — українською або угорською. Тільки в одній школі міста вивчають словацьку мову (СШ № 20).